# 紅樓夢章回列表
以下是中國章回小說《紅樓夢》各章回的列表，分別依前八十回及程高的後四十回。周汝昌、刘心武等部分红学家认为红楼梦每九回一个单元，原计划十二个单元共一百零八回。

## 凡例
脂批甲戌本《脂砚斋重评〈石头记〉》在章回前有一个《凡例》，阐明“红楼梦旨义”：“此书只是着意于闺中，”“不敢干涉朝廷。”甲戌本第一回比庚辰本第一回多“至吴玉峰题曰《红楼梦》”一句，故有学者推测《凡例》系吴玉峰撰写。

## 前八十回

### 第一回至第五回
第一回     甄士隐梦幻识通灵 贾雨村风尘怀闺秀

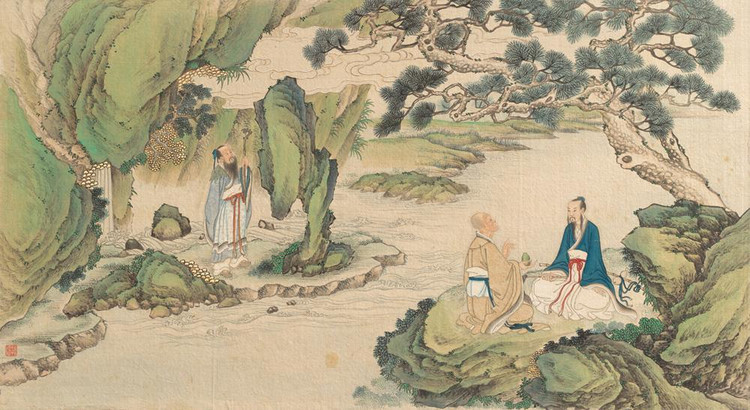
空空道人观顽石、茫茫大士与渺渺真人讲述事迹原委

有个空空道人访道求仙，从大荒山无稽崖青埂峰下经过，忽见一大块石上字迹分明，编述历历，《石头记》是也。空空道人将《石头记》抄录下来，改名为《情僧录》。至吴玉峰题曰《红楼梦》。东鲁孔梅溪则题曰《风月宝鉴》。后因曹雪芹于悼红轩中披阅十载，增删五次，纂成目录，分出章回，则题曰《金陵十二钗》。姑苏乡宦甄士隐梦见一僧一道携无缘补天之石（通灵宝玉）下凡历练，又讲绛珠仙子为报神瑛侍者浇灌之恩追随神瑛侍者下世为人，以泪报恩。梦醒后，抱女儿英莲去看“过会”。甄士隐结交并接济了寄居于隔壁葫芦庙内的胡州人氏贾化（号雨村）。某日，贾雨村造访甄士隐，无意中遇见甄家丫鬟娇杏，以为娇杏对其有意。中秋时节，甄士隐于家中宴请贾雨村，得知贾雨村的抱负后，赠银送衣以作贾雨村上京赴考之盘缠，第二天，贾雨村不辞而别便上路赴考。第二年元宵佳节当晚，甄家仆人霍启在看社火花灯时，不慎丢失了甄士隐唯一的女儿英莲。三月十五日，葫芦庙失火祸及甄家，落魄的甄士隐带家人寄居于如州岳丈封肃家中，后遇一僧一道，悟出《好了歌》真谛，随僧道而去。
第二回     贾夫人仙逝扬州城 冷子兴演说荣国府

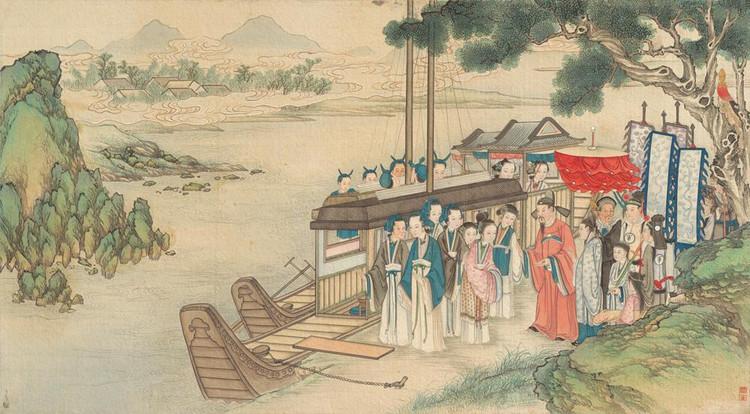
黛玉进京

贾雨村上京赴考，果然高中，官封如州知府，其寻访甄士隐报恩不得，纳娇杏为妾。后娇杏成为正妻。贾雨村后因恃才侮上被同僚告，惨遭开革。把家小安顿后，贾雨村游历四海，至淮扬（扬州）病倒，盘缠不继，经朋友推荐，教巡盐御史林如海之年幼独女林黛玉念书。一年后，林黛玉之母贾敏病逝。某日，贾雨村与旧识古董商冷子兴相遇，冷子兴于酒席中向贾雨村讲述了金陵贾府的情况：贾府世袭勋爵，现分两房，长房为宁国府，由贾敬执掌，次房为荣国府，由贾政执掌。贾家虽是富贵显赫的世族，却也离没落不远了。又说贾政之子贾宝玉衔玉而诞，不喜读书，却爱与女孩玩耍；贾政之母史太君健在，人称贾母（亦贾敏之母）。席后，两人正欲离开，一人从后追来并向贾雨村报喜。
第三回     托內兄如海薦西賓 接外孫賈母惜孤女

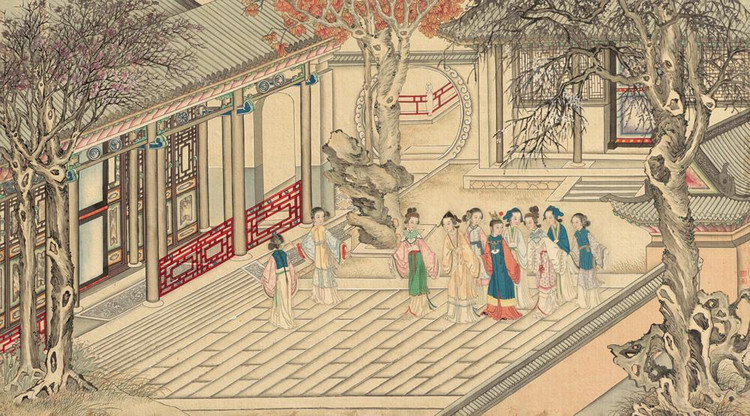
王夫人接远亲

报喜之人是贾雨村昔日同僚，告知起复旧员之信。贾雨村遂请林如海转托其妻兄贾政推荐自己复职。林如海为贾雨村写荐信以报教女之因，并托贾雨村护送其女林黛玉远赴都中。林黛玉听从外祖贾母的安排，投居于荣国府。初入荣府，林黛玉相继与贾母、贾政正室王夫人、贾政之儿媳李纨、贾赦之女贾迎春、贾政庶女贾探春、贾珍之幼妹（贾敬之女）贾惜春、贾赦之儿媳妇王熙凤、贾政独子贾宝玉等见面，宝黛二人一见如故，似曾相识，宝玉赠黛玉一字“颦颦”。宝玉见黛玉没有通灵宝玉，就把自己的玉扔掉，吓坏众人。第二天，林黛玉早起请长辈安时，见王夫人与凤姐正查看金陵来信，又有王夫人兄王子腾家人来访，转告王夫人之妹薛夫人之子薛蟠倚财仗势杀人一案。
第四回     薄命女偏逢薄命郎 葫芦僧乱判葫芦案
遭薛蟠杀害之人名叫冯渊。冯渊年十九，本好男风，遇被拐后长大之英莲，愿结良缘，遂于拐贩处把英莲买下，拐贩却又重卖于薛蟠。冯渊与薛蟠相夺英莲，豪强者胜，冯渊遇害。家人告了一年的状，竟无人作主。由贾政举荐，新任应天府尹的贾雨村恰巧受理此案。最初贾雨村本想明断，却被府中门子（昔日葫芦寺沙弥）劝阻，门子把薛蟠及本省贾、史、王、薛四大家族之间的利害关系相告，点名这是为官不败的“护官符”。贾雨村徇私枉法，依从门子之计不究薛蟠，草草断案为薛家代为掩饰，并在事后致信贾政和王子腾。贾雨村为绝后患，将门子发配充军。薛夫人带同其子薛蟠、其女薛宝钗进都中，暂居贾府梨香院。
第五回     开生面梦演红楼梦 立新场情传幻境情

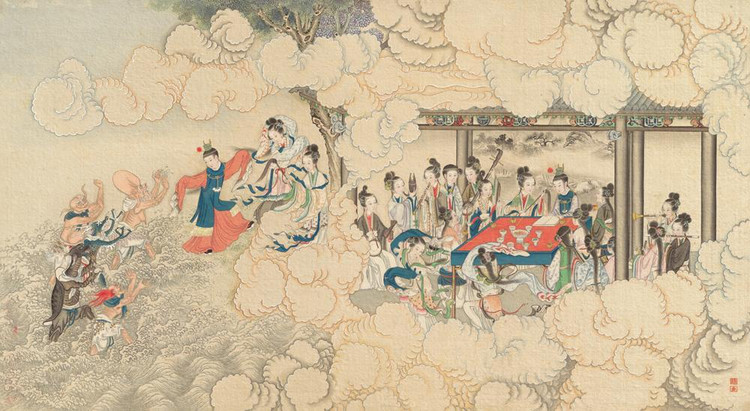
宝玉梦游太虚幻境

黛玉入贾府后，与贾宝玉一起于贾母处抚养，深得贾母疼爱。忽然来了一个宝钗，黛玉心中便有些悒郁不忿之意。一日，宝玉随贾母等人赴宁府赏梅，酒后发困，被引入侄妇贾蓉之妻秦可卿内室中歇息，于梦中游太虚幻境并获阅《金陵十二钗又副册》（晴雯、袭人）、《金陵十二钗副册》（香菱）和《金陵十二钗正册》（黛玉、宝钗、元春、探春、湘云、妙玉、迎春、惜春、凤姐、巧姐、李纨、可卿）等判词，听《红楼梦》曲。判词和曲文暗示金陵诸钗命运。梦中，警幻仙子授贾宝玉云雨之事，并许其妹可卿于贾宝玉，于是贾宝玉于梦中初试云雨。梦中次日，宝玉与可卿同游至“迷津”受惊，唤可卿呼救，室外宝玉大丫鬟袭人等忙入内安慰，秦氏十分诧异，因其乳名正是“可卿”。

### 第六回至第十六回
第六回     贾宝玉初试云雨情 刘姥姥一进荣国府
入室安慰宝玉的袭人发现宝玉梦遗。回到荣府后，宝玉把梦中云雨之事相告并与袭人偷试云雨，从此袭人与宝玉更加亲密。一日，王夫人的远亲刘姥姥带着外孙板儿到贾府拉关系，来到之后方知道现在王夫人的内侄女王熙凤管家。开始误以为王熙凤之陪嫁丫鬟平儿是凤姐，后来又见到贾蓉来借玻璃炕屏。时值风光的王熙凤还算慷慨地接济了刘姥姥，于此种下善因。
第七回     送宫花周瑞叹英莲 谈肄业秦钟结宝玉
贾府仆人周瑞之妻送走刘姥姥寻王夫人回府，在梨香院见到宝钗，听冷香丸之说，又见香菱，感觉像秦可卿，后又奉薛夫人之命把皇宫式样的扎花送予王熙凤、林黛玉等。周瑞之妻到惜春处，惜春正跟尼姑智能玩，戏称自己要是剃发出家，花往哪里戴。周瑞之妻到王熙凤处时，王熙凤正值与其夫贾琏在房中嬉戏，宫花由平儿代为收下。周瑞之妻继而寻林黛玉，于宝玉房中得见，黛玉得知宫花是众姑娘皆有的，表示不屑。次日，宝玉随王熙凤于宁国府会秦氏之弟秦钟，宝玉喜秦钟俊俏，相约同上贾府家塾中念书。回程时，得闻宁府老仆焦大酒后“爬灰”、“养小叔子”等骂语。
第八回     薛宝钗小恙梨香院 贾宝玉大醉绛芸轩
（庚辰本：“比通灵金莺微露意，探宝钗黛玉半含酸”。）

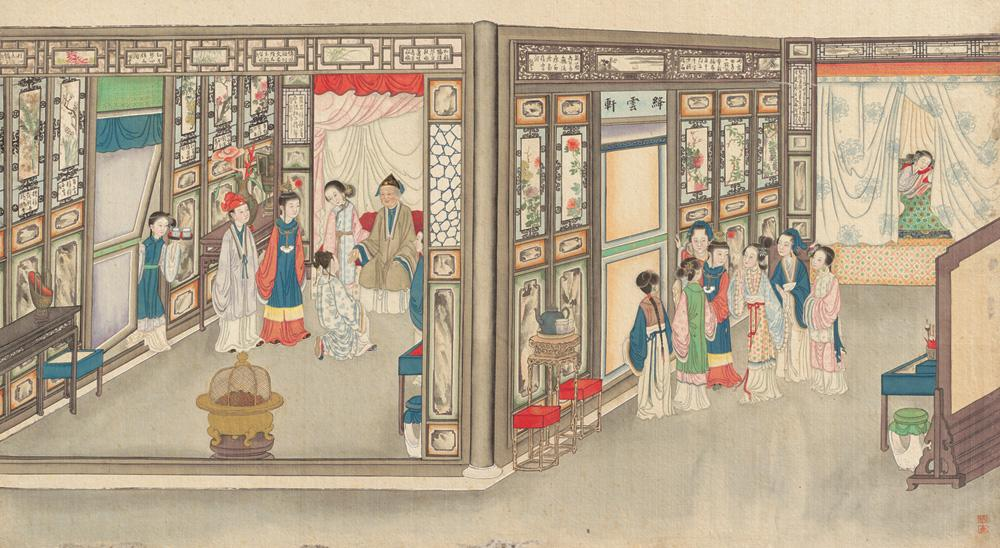
宝玉携秦钟拜见贾母

宝玉到宝钗处探病，得知宝钗吃的是“冷香丸”，故身有奇香。宝钗要看宝玉降生时口含之玉，一旁宝钗之丫鬟莺儿看后，述宝钗所戴之金项圈与宝玉之玉相似，所刻之字可与玉配对，宝玉察看之后，发现所言不虚。闻宝钗身上奇香，宝玉讨药丸吃。黛玉也来探病，正巧撞见玉、钗二人亲密状。薛夫人留两人吃晚饭。适逢黛玉的小丫鬟雪雁冷天里听大丫鬟紫鹃吩咐送手炉来，黛玉便借此事，奚落宝玉依宝钗只吃暖酒。席毕，黛玉为宝玉整理衣冠后同回荣国府。宝玉酒醉，回去后因枫露茶被李嬷嬷喝了怒砸茶杯。次日，秦钟正式拜会了荣国府众内眷，其父秦业也给塾师贾代儒封了钱礼，秦钟正式随宝玉入塾读书。
第九回     恋风流情友入家塾 起嫌疑顽童闹学堂
宝玉准备入塾，袭人为他收拾妥当，叮嘱宝玉功课不必过于操劳。宝玉向家中长辈辞行之后，又独去向黛玉作辞，不辞宝钗。薛蟠听说义学热闹，也来上学。上学期间，宝玉与秦鍾形影不离，引发不少风言风语。秦钟又因与“香怜”交好而引发贾家远亲金荣（贾璜之妻的侄儿）争风吃醋，适逢代儒外出，其孙儿贾瑞代课，处理不公，引发学堂内的一场大混战。贾蔷挑拨宝玉小厮茗烟大打出手，最后以金荣被迫磕头道歉而告一段落。

第十回     金寡妇贪利权受辱 张太医论病细穷源
金荣虽然道歉，心里始终不服，回家后向其母抱怨，被其母劝住。金荣的母亲与贾璜之妻金氏（金荣的姑姑）谈及此事，金氏大怒，前去找秦可卿理论，却遇见贾珍之妻尤氏。闲谈中，尤氏先提起秦可卿突然生病，又说及秦钟在学堂里被人欺侮，金氏不敢再多言。贾珍之友冯紫英推荐的大夫张友士为秦可卿看病，并开出药方让秦氏服用，并说今冬不相干，过了春分，就可望全愈。
第十一回   庆寿辰宁府排家宴 见熙凤贾瑞起淫心

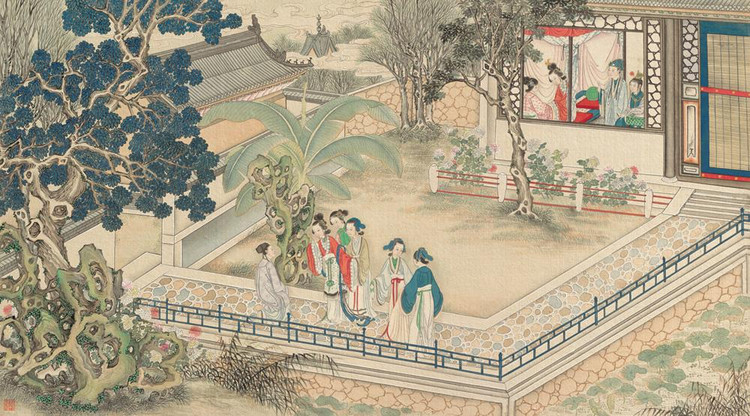
王熙凤望病秦可卿、贾瑞见熙凤起淫心

正是菊花盛开季节，宁府上下为贾敬贺寿，在会芳园摆宴，贾敬仍在道观不回来。王夫人、邢夫人、凤姐、宝玉前去祝贺。尔后凤姐和宝玉去看望秦可卿，宝玉落泪。宝玉走后，凤姐又和可卿深谈良久方告辞。凤姐在回园途中，遇见贾瑞。贾瑞言辞挑逗凤姐，凤姐表面迎合，内心却十分恼怒。秦可卿病情渐重，凤姐不敢将实情告诉贾母。凤姐回家后听平儿说贾瑞要来请安，知其用意，准备用计处置。
第十二回   王熙凤毒设相思局 贾天祥正照风月鉴
贾瑞向凤姐“请安”，凤姐假意迎合，约其起更之后在荣府西边穿堂幽会。贾瑞喜不自胜，如期赴约，空等一宿，回家后被代儒责罚。贾瑞仍不死心，过了几天又去找凤姐，凤姐见他仍不悔改，又约他当晚在房后空屋相见。贾瑞不知是计，再度赴约，被贾蔷、贾蓉扣住，各勒索五十两，又被粪尿泼身。贾瑞回家后即发重病，久治不愈。跛足道人赠“风月宝鉴”让贾瑞只照反面，贾瑞偏照正面，一命呜呼。冬底，林如海病重，贾母让贾琏送黛玉回扬州。
第十三回   秦可卿死封龙禁尉 王熙凤协理宁国府（脂砚斋称原题为“秦可卿淫丧天香楼”，有的版本是“上”）
秦可卿病故，托梦给凤姐，叮嘱“盛筵必散”，居安思危，并告知近日贾府将有大喜事。宝玉听说可卿身故，急火攻心而吐血，连夜赶去吊唁。宁府来了许多人，尤氏姊妹也都来了。贾珍极其悲痛，愿为秦可卿的丧礼尽其所有，用了薛蟠送来的原为义忠亲王老千岁准备的棺木。秦可卿的丫鬟瑞珠也触柱而死，贾珍以孙女之礼葬之。贾珍又为贾蓉捐了个龙禁尉的官职。由于尤氏旧疾发作，无人主事，宝玉向贾珍推荐凤姐，贾珍遂请凤姐协理。
第十四回   林如海捐馆扬州城 贾宝玉路谒北静王
凤姐主持操办丧事，整顿宁府内务，威重令行，赏罚分明，进展顺利。贾琏遣昭儿从苏州赶回，告知林如海九月初三病故。宝玉长叹，担心黛玉过于伤心。秦可卿出殡之日，场面浩大，许多名流前来吊唁。北静王也在其中。北静王特意问起宝玉，贾政忙叫宝玉除去孝服前去相见。
第十五回   王凤姐弄权铁槛寺 秦鲸卿得趣馒头庵
宝玉与北静王相见甚欢，北静王将皇上所赐鹡鸰香念珠一串赠予宝玉，并劝贾政不可溺爱宝玉，以免荒废学业。出殡队伍经过农庄休整，宝玉、秦钟遇见村姑二丫头，率性可爱，宝玉恨不得跟随她去。后众人到了铁槛寺做法事，下榻歇息。凤姐带着宝玉、秦钟到馒头庵（水月庵）歇息。庵内老尼将张财主先把女儿许配守备之子，后又贪财再度许配给李家之事告诉凤姐，凤姐开价三千两，答应出面助张家摆平此事。秦钟与小尼姑智能偷情，被宝玉撞破，成二人笑谈。又逗留了一日，众人方辞水月庵，秦钟与智能难舍难离。
第十六回   贾元春才选凤藻宫 秦鲸卿夭逝黄泉路
秦钟途中受了风寒，加之与智能偷期绻缱，身体失调，只得在家歇息。凤姐果然出面帮张财主解决纠纷。不料张家小姐得知父母退了前夫后自缢，守备之子闻讯亦投河自尽。张李两家人财两空，凤姐坐享三千两，此后更加恣意作为。时逢贾政生辰，贾府上下正在庆贺，却闻宫中有旨，众人惶惶不安，却原来是贾元春被封为贤德妃，贾府一片欢腾。智能私逃进城看望秦钟，却被秦业察觉逐出，秦业大怒之后发病而死，秦钟亦病情加重。故宝玉不以贾府喜事为喜，直到听说黛玉将至才略有喜意。贾雨村因由王子腾累上保本，来补京缺，同船抵达。宝玉欲将水静王所赠念珠转赠黛玉，黛玉因是“臭男人”之物而不取。贾府准备为元春修建省亲别墅，秦钟却于此时病逝。

### 第十七回至第二十二回
第十七回   会芳园试才题对额 贾宝玉机敏动诸宾

（一作“大观园试才题对额 荣国府归省庆元宵”）

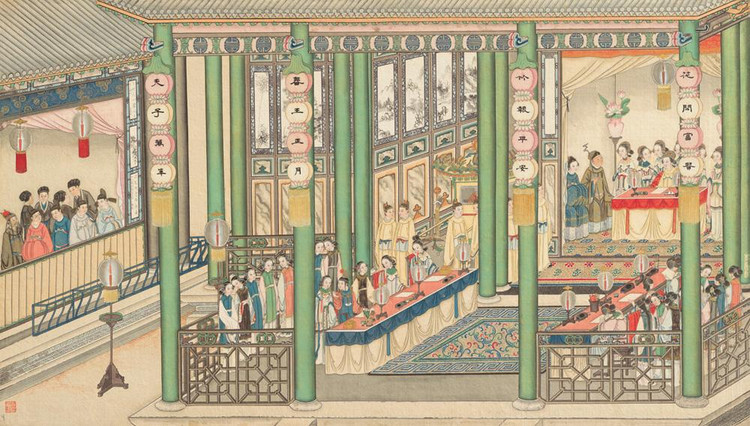
宝玉呈才藻

秦钟去世，宝玉十分悲痛，日日思慕。恰逢省亲别墅落成，贾母怕他忧伤成疾，命人带他到园中玩耍。园中诸景尚无匾额，贾政与众清客准备趁游玩之际题上，恰好撞见躲闪不及的宝玉。贾政有意试试宝玉的文采，命他一一题来。宝玉才思敏捷，众清客亦有意奉承，贾政大悦。但途经园内农庄时，贾政以为“清幽”，宝玉却认为“穿凿”，被贾政呵斥。另有一景让宝玉想起太虚幻境之梦，暂未能题。
第十八回  林黛玉误剪香囊袋 贾元春归省庆元宵

（乙卯、庚辰本无此回。蒙本作“皇恩重元妃省父母 天伦乐宝玉呈才藻”）

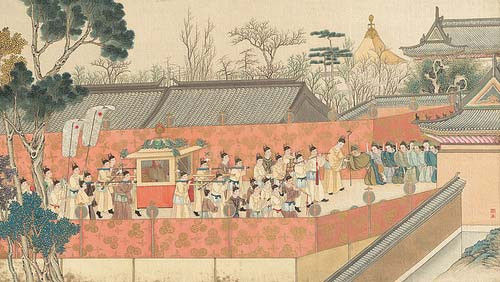
元妃省亲

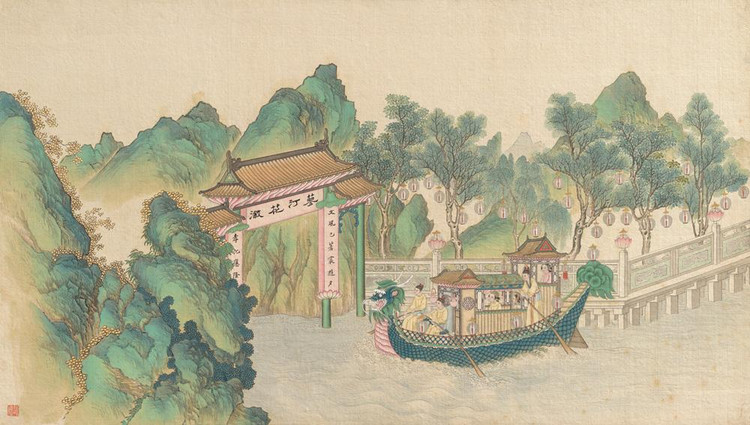
众人游玩大观园

宝玉大展才情，众小厮争要打赏，把宝玉身上配物尽数解去。黛玉听说过来探看，误以为前次为宝玉所做荷包也被送给下人，赌气回房，挥剪铰了宝玉托她做的香囊。宝玉心知不妥，赶来阻止不及，也要动气。原来宝玉将黛玉赠的荷包带在里面，并未被下人抢走。宝玉将荷包掷回，黛玉愧气而哭，宝玉连忙劝解，二人和好如初。贾府上下为元妃省亲一事奔忙，从姑苏采买12女孩住梨香院学戏（薛姨妈家另搬到园子东北角），贾蔷总管，又请得妙玉入主园内的道观。元宵节至，元妃归省，元妃点戏《豪宴》、《乞巧》、《仙缘》、《离魂》四出，赏赐龄官，又命宝玉及众姐妹以景为题作诗。宝玉作诗忘了典故，宝钗为其“一字师”，黛玉代宝玉作诗一首，被元妃评为最佳。丑时三刻，元妃回宫，泪别众人。

第十九回   情切切良宵花解语 意绵绵静日玉生香
元妃将省亲之事回奏，皇上大悦，给了贾府一些赏赐。宁府设台唱热闹戏，宝玉不堪其烦，出来散心，撞破小厮茗烟与卐儿的好事，却并不告发。袭人回家过年，茗烟带宝玉去袭人家看望，袭人似曾哭过，却以言语掩饰。袭人回到贾府，宝玉问出缘由，原来是袭人的家人要赎她回家。袭人虽已抱定不回之心，却借宝玉心急的机会，与宝玉约法三章。次日，袭人偶感风寒，宝玉让她休息。宝玉去找黛玉，共卧一床，黛玉身有奇香，引发“冷香”、“暖香”的笑谈。宝玉编了个“香玉”的典故取笑黛玉，黛玉拧其嘴，宝钗至，以前次作诗遗忘典故之事笑宝玉。
第二十回   王熙凤正言弹妒意 林黛玉俏语谑娇音
宝玉正与宝钗、黛玉谈笑，却听得自己房内，乳母李嬷嬷正柱着拐杖骂袭人。宝玉赶过去也不好怎样，幸得凤姐过来劝走李嬷嬷。宝玉安慰袭人，晴雯却说风凉话。众丫鬟都去玩耍，袭人病卧在床，麝月一人留守。宝玉为麝月篦头，被晴雯撞见嘲讽。赵姨娘之子贾环和宝钗等人赌骰子，输了耍赖，宝钗为他掩饰，莺儿却不服，说贾环不如宝玉，贾环哭，被赶来的宝玉劝回家。贾环回家后向赵姨娘搬弄是非，恰好被凤姐听见，凤姐一番抢白，让贾环和赵姨娘无话可说。宝玉与宝钗得知史湘云到来，去贾母处相见，遇见黛玉。黛玉知宝玉和宝钗在一处玩，赌气回屋，宝玉赶来劝解，又被宝钗推去见湘云。黛玉越发哭个不止，宝玉又回来劝慰，告诉黛玉“亲不间疏，先不僭后”。湘云过来玩耍，黛玉笑她说话咬舌，把二哥哥说成爱哥哥，湘云“咒”黛玉将来找个咬舌的郎君。
第二十一回 贤袭人娇嗔箴宝玉 俏平儿软语救贾琏
黛玉追打湘云，宝玉不准，宝钗也来劝架，四人闹成一团。次日，宝玉早起来看黛玉湘云，替湘云盖被，黛玉醒觉。黛玉湘云起床，宝玉亦在黛玉住处洗漱，袭人过来见之，心中不悦。宝钗去找宝玉，却只见袭人，二人攀谈甚是投机，宝玉回来，宝钗却告辞了。宝玉见袭人动了真气，自知有违先前的约法三章，于是当日在家读书，读南华经，借酒兴续一短篇，毁谤红颜。次日宝玉断簮发誓要听袭人的话，二人和好。黛玉无意看到宝玉所续文章，作五言绝句骂之。凤姐之女大姐儿出麻疹，凤姐连日陪护，贾琏反趁机拈花惹草，与厨子多浑虫的妻子多姑娘私通。幸得平儿帮其掩饰，瞒过凤姐。
第二十二回 听曲文宝玉悟禅机 制灯迷贾政悲谶语
贾母让凤姐给宝钗过生日，因是15岁将笄之年，凤姐与贾琏商量，要办得比黛玉往年的生日更为热闹才是。贾母特意出资二十两交予凤姐置办酒戏。贾母问宝钗爱好，宝钗皆随贾母之意作答，贾母更喜。点戏之时，宝钗亦点了贾母爱看的《西游记》。众人皆点过之后，贾母又让宝钗点。点了《鲁智深醉闹五台山》，宝玉不以为然，宝钗念《寄生草》曲文，宝玉赞不绝口。散席时，湘云失言说黛玉与一小旦（可能是龄官）容貌相似，宝玉忙使眼色，不料两头得罪。宝玉赔礼不成，甚觉无趣，郁郁而归，而后作一偈语，又填《寄生草》一曲，颇有禅意。次日黛玉不放心宝玉，过来探看，袭人将宝玉文稿交予黛玉，黛玉又传阅给湘云、宝钗，三人与宝玉谈禅，宝玉不能及，故灭了参禅之想。宫中来讯，元妃与众人互猜灯谜，贾环出谜枕头兽头、元春爆竹、迎春算盘、探春风筝、惜春海灯、宝钗线香，贾政发现谜底皆似不祥之物，心中烦乱。

### 第二十三回至第二十八回
第二十三回 西厢记妙词通戏语 牡丹亭艳曲警芳心
大观园内的和尚道士要挪出园去，按月补给。贾芹之母想为贾芹谋个有油水的事务，找到凤姐，凤姐一口应承，先让王夫人说服贾政，又让贾琏去说好话，果然由贾芹负责此事。元妃恐大观园无人居住而荒废，命宝钗等众姐妹和宝玉在园中居住。“寶釵住了蘅蕪院，黛玉住了瀟湘館，迎春住了綴錦樓，探春住了秋掩書齋，惜春住了蓼風軒，李紈住了稻香村，寶玉住了怡紅院。”怡红院和潇湘馆离得近。茗烟给宝玉找来些传奇小说解闷。一日宝玉在池边读《会真记》，恰逢花落，宝玉将花瓣抖在水中以免践踏，却遇见黛玉。黛玉教宝玉以绢袋盛之，以土葬花，是为花冢。黛玉阅宝玉之书，二人以书中辞句互谑。葬花毕，袭人叫宝玉去向贾赦请安，黛玉颇感寂寞，又听得墙外梨香院戏班的女孩子唱《牡丹亭》，感慨万千。
第二十四回 醉金刚轻财尚义侠 痴女儿遗帕惹相思
贾芸多次求贾琏安排差事，进贾府询问，见了宝玉，百般逢迎。贾琏告知有本有差事，不意被凤姐安排贾芹抢了先。贾芸得知贾琏惧内，便准备买些香料贿赂凤姐，找亲娘舅借钱不得，多亏醉金刚倪二仗义。贾芸说话得体，将香料赠予凤姐，谋得种树的差事，去找宝玉不遇，宝玉房里的次等丫鬟小红（荣府管家林之孝之女）接待，互有心意。宝玉身边的丫鬟不在，小红为他倒茶，却被秋纹、碧痕一顿数落。小红抑郁睡去，梦见自己遗失的手帕被贾芸捡走。
第二十五回 魇魔法姊弟逢五鬼 红楼梦通灵遇双真
贾环在王夫人房里抄书，作威作福，众丫鬟都不理会他，惟有彩霞还与他合得来。不久，凤姐和宝玉来见王夫人，宝玉与彩霞调笑，贾环大怒，佯装失手，将油灯推到宝玉脸上，欲烫瞎其眼。宝玉脸上烫起一圈燎泡，幸未伤到眼睛，王夫人不骂贾环，把赵姨娘一顿臭骂。宝玉寄名的干娘马道婆进府来请安，顺便为宝玉施法驱邪，后又收了赵姨娘的银子，扎纸人作法害凤姐和宝玉。凤姐正拿宝玉和黛玉的婚事取笑，宝玉拉着黛玉的袖子，有话说不出来，随即因道婆作法而发狂，贾府上下乱作一团，眼看宝玉凤姐性命不保，却有一僧一道前来相救。宝玉醒转，黛玉念佛，被宝钗取笑。
第二十六回 蘅芜院设言传蜜意 潇湘馆春困发幽情
（“甲戌本”上句作“蜂腰桥设言传蜜意”，其他版本上句作“蜂腰桥设言传心事”）
宝玉小丫鬟佳蕙得了黛玉的赏，交给小红保管，并抱怨晴雯、绮霰，小红劝佳蕙：“也不犯着气他们。俗语说的好，‘千里搭长棚，没有个不散的筵席’，谁守谁一辈子呢？不过三年五载，各人干各人的去了。那时谁还管谁呢？”宝玉身体复原，贾芸前来请安。贾芸得知自己捡到的手帕果是小红的，托坠儿带回。宝玉去看黛玉，闻黛玉吟“每日家情思睡昏昏”，宝玉用《西厢记》调笑，惹恼了黛玉，说要去告诉贾政。宝玉正要劝解，薛蟠谎称贾政要见宝玉，叫袭人传话，把宝玉骗出去与冯紫英等人喝酒。夜间，黛玉来找宝玉，竟聞因宝钗来访，迟迟不归而有气。晴雯又未听出黛玉的声音，竟不开门。黛玉深感寄人篱下之苦，又听得宝玉和宝钗说笑声音，误以为宝玉恼她故意不见。黛玉又悲又气，呜咽不止，附近宿鸟皆不忍为听，纷纷远避。
第二十七回 滴翠亭杨妃戏彩蝶 埋香冢飞燕泣残红

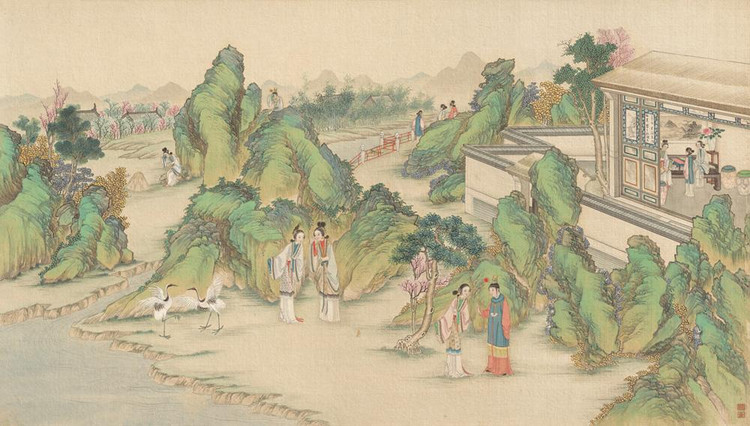
黛玉葬花

次日祭饯花神，宝钗挥扇扑蝴蝶，无意中听到坠儿和小红谈及贾芸之事，险被二人发现，使“金蝉脱壳计”脱身。小红为凤姐办差，受到凤姐赏识，将去侍奉凤姐，却被晴雯奚落。宝玉不知昨夜之事，去找黛玉，黛玉不理而去。宝玉找不见黛玉，又见落花满地，便到花冢，却听得黛玉咏《葬花词》。

第二十八回 蒋玉菡情赠茜香罗 薛宝钗羞笼红麝串
宝玉因《葬花词》而感伤不已，哭声惊动了黛玉，黛玉发现是宝玉，又要躲开，被宝玉追上。宝玉道出衷肠，二人误会消除，和好如初。冯紫英请宝玉等人聚会，众人唱曲作乐。琪官蒋玉菡与宝玉互有好感，琪官将北静王所赠汗巾与宝玉身上的汗巾（是袭人的）交换，宝玉回家后被袭人责怪。元妃给众人赏赐之物，只有宝玉和宝钗的完全一样，黛玉不悦，宝玉百般解释心里再无别人。宝玉见到宝钗，要看她的红麝串子，宝钗褪串子，宝玉看得出神。宝钗含羞而走，却被黛玉看见，黛玉用手帕打宝玉，取笑他是“呆雁”。

### 第二十九回至第三十六回
第二十九回 享福人福深还祷福 痴情女情重愈斟情
奉元妃懿旨，贾母携凤姐、宝钗、宝玉、黛玉等人去清虚观打醮。贾珍、贾蓉的妻子婆媳两个也来了。宝玉听说湘云有金麒麟，便收了观里的金麒麟，被黛玉看见。张道士想为宝玉提亲，贾母婉言谢绝。宝玉为此事十分不悦。黛玉中暑，宝玉前去看望，黛玉反以提亲之事奚落宝玉，宝玉不禁大怒。二人本是同心，却因互相多心而生误解，宝玉怒摔佩玉，黛玉大哭，紫鹃和袭人各自劝解，袭人一语不慎，黛玉反剪了玉上的穗子。过了一日，薛蟠生日，摆酒唱戏，贾母等前往。不见宝玉和黛玉，贾母叹“不是冤家不聚头”。袭人埋怨宝玉，让他去向黛玉陪不是。
第三十回   宝钗借扇机带双敲 龄官划蔷痴及局外
黛玉心中后悔，紫鹃知其心意，也为宝玉说话，笑黛玉小性儿。宝玉恰在此时来赔不是，黛玉本未哭，见他来了反而伤心落泪。宝玉百般劝解，黛玉却只说气话，直到宝玉说到“你死了，我做和尚”，二人相对洒泪方告结束。凤姐到来，见二人和好，拉着去见贾母，恰好也见着宝钗。宝钗不爽。宝玉以杨妃比宝钗，宝钗反唇相讥。小丫头靛儿问宝钗是否看见扇子，宝钗训靛儿出气。黛玉面有得色，宝钗以“负荆请罪”讽刺二人。宝玉去见王夫人，与金钏调笑，却被王夫人听见，宝玉赶忙逃走，王夫人大怒，要逐出金钏。宝玉进大观园，见龄官在地上画“蔷”字，下雨，宝玉提醒龄官避雨，自己却淋了一身。宝玉回怡红院，袭人开门稍慢，宝玉不知是袭人，抬腿便踢，袭人假装没事，掩饰过去。夜间宝玉听得袭人呻吟，举灯发现袭人吐血。
第三十一回 撕扇子作千金一笑 因麒麟伏白首双星（杨藏本为“撕扇子作千金一笑 拾麒麟侍儿论阴阳”）
袭人吐血，宝玉深感内疚，亲自服侍，次日忙找太医开方。晴雯不慎弄折了一把扇子，宝玉心情不佳，说了几句，晴雯争辩。袭人过来劝解，晴雯更添酸意，说破袭人与宝玉云雨之事。宝玉大怒，要回王夫人让晴雯回家，袭人跪下劝阻。晚间，宝玉开解晴雯，让晴雯撕扇子以博一笑。次日湘云来访，黛玉拿金麒麟取笑宝玉。湘云无意中却捡到了宝玉的金麒麟还给宝玉。
第三十二回 诉肺腑心迷活宝玉 含耻辱情烈死金钏
湘云与袭人、宝玉闲聊，谈及“经济学问”，宝玉不悦，袭人赶忙劝解，提及宝玉让宝钗难堪一事，并说若是黛玉，还不知要如何闹，宝玉说黛玉从不说这等混账话。黛玉担心宝玉和湘云因金麒麟而有“风流佳事”，过来探望，无意中听见宝玉一席话，深为感动，却又感伤自己薄命。宝玉应贾政之命去见贾雨村，途中见到黛玉，宝玉说出肺腑之言，却被袭人听去。宝玉离开，宝钗到来。一个老婆子王夫人告知宝钗袭人，金钏因被逐之事投井身亡。宝钗前去安慰王夫人，献出自己的新衣服装裹金钏。
第三十三回 手足耽耽小动唇舌 不肖种种大承笞挞
宝玉因金钏之事伤感叹息，却撞上了贾政，贾政见宝玉魂不守舍，已然动气。忽闻与贾府素无往来的忠顺亲王府来人，要找宝玉问琪官下落，说出宝玉和琪官交换汗巾之事，贾政大怒。贾政本要拿贾环出气，贾环趁机说出金钏跳井之事，谎称金钏是因宝玉意图强奸而自尽。贾政信以为真，怒不可遏，亲自下重手打了数十板方被王夫人哭止，贾母闻讯训斥贾政，贾政亦自后悔。宝玉被抬回房去，袭人听茗烟讹传琪官之事是薛蟠唆使。
第三十四回 情中情因情感妹妹 错里错以错劝哥哥
宝钗送药给宝玉，言语之间大有关切之意，宝玉心中大畅。袭人失言说出琪官之事因薛蟠而起的传言，被宝玉拦住，宝钗却信以为真。黛玉也来看宝玉，眼睛哭肿。袭人去见王夫人，建议将来让宝玉搬出园去以免外人闲话，王夫人大为赞赏。宝玉担心黛玉，却因前次被袭人听去对黛玉的表白，不敢直接派人去，支开袭人后方遣晴雯送“旧帕”，黛玉深为感动。宝钗责问薛蟠琪官之事，却冤枉了薛蟠，薛蟠说宝钗因为“金玉姻缘”而袒护宝玉，宝钗气哭，被黛玉看见取笑。
第三十五回 白玉钏亲尝莲叶羹 黄金莺巧结梅花络
黛玉远望怡红院往来人群，感叹有父母的好处，被紫鹃劝回歇息。薛蟠向宝钗道歉，颇有悔过之意。众人来看望宝玉，宝玉要吃荷叶汤，贾母、王夫人派鸳鸯和金钏之妹玉钏送去。玉钏本怒形于色，宝玉百般讨好。喝汤时，宝玉故意说汤不好，哄得玉钏尝了一口。恰有客来，二人皆看着客人，汤碗被宝玉碰翻，烫了手，宝玉反先问玉钏烫着没有，玉钏与众人皆笑。袭人带莺儿来打梅花络，宝玉和莺儿谈及宝钗的好处。宝钗不久便至，有人给袭人送菜，袭人不解，宝钗暗示袭人将要升格。
第三十六回 绣鸳鸯梦兆绛芸轩 识分定情悟梨香院
金钏死后，有几家仆人给凤姐送礼，谋求补缺。凤姐拖延，等众人送足了，才去回王夫人。不料王夫人将金钏的月钱加在其妹玉钏身上，另外让袭人享受姨娘的待遇，认可袭人将来为宝玉之妾。宝玉渐渐好转，因有贾母之言，日日在园中闲消岁月，宝钗偶尔劝其立业扬名，反惹宝玉反感，将四书之外古书焚尽。宝钗去看宝玉，帮袭人做针线，被黛玉、湘云隔窗看见。宝玉睡梦中喊出偏说是“木石姻缘”的话，宝钗不禁怔住。晚间袭人将升格之事告知宝玉，宝玉大喜。二人闲谈，宝玉说死后愿被众女之泪葬，袭人以为是疯话。宝玉想听《牡丹亭》，却在梨香院被龄官冷落，待见得贾蔷为龄官放雀的景况，方知自己不能独得所有人的眼泪。湘云归去，与众人泪别。

### 第三十七回至第四十五回
第三十七回 秋爽斋偶结海棠社 蘅芜苑夜拟菊花题
探春写帖邀众人结诗社，恰逢贾芸送来海棠花，众姐妹和宝玉各自起了雅号，以海棠为题作诗。宝钗与黛玉之作难分高下，掌社的李纨评宝钗之诗夺魁。晴雯，秋纹，麝月嘲笑袭人西洋哈吧。宝玉想起湘云，邀来入社。次日中午，湘云从史府赶来。湘云之作众人皆赞。湘云要做东，宝钗知其家境窘迫，赞助螃蟹让湘云请客，湘云大为感激。二人议定下次诗社以菊花为题。
第三十八回 林潇湘魁夺菊花诗 薛蘅芜讽和螃蟹咏

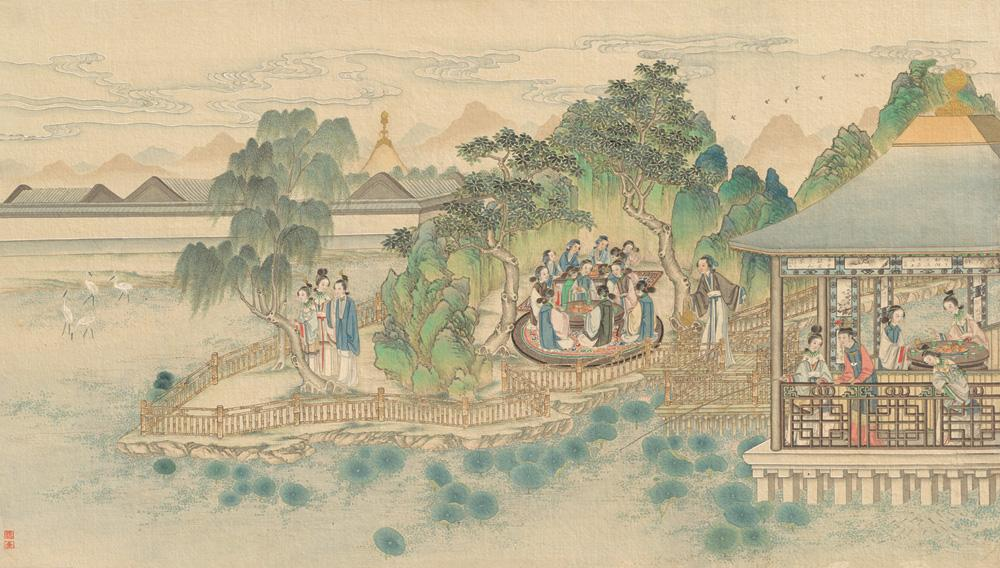
林潇湘魁夺菊花诗 薛蘅芜讽和螃蟹咏

次日湘云先邀贾母等到大观园赏桂花，然后在藕香榭摆宴。众人吃螃蟹，作菊花诗。黛玉之作公认最佳。然后宝玉、黛玉、宝钗又作螃蟹诗，以宝钗之作为佳。宝钗帮助湘云起别号“枕霞旧友”。
第三十九回 村老妪谎谈承色笑 痴情子实意觅踪迹

（本回目从杨藏本，卞藏本“谎”字作“荒”。他本作：“村姥姥是信口开河 情哥哥偏寻根究底”）
平儿又回来为凤姐取螃蟹，李纨拉平儿坐下吃酒，在平儿身上乱摸，摸出一串钥匙。袭人跟平儿一起离开，路上抱怨凤姐没有及时发月钱。刘姥姥二进荣国府，送来些野菜瓜果。恰巧贾母听得此事，请刘姥姥过去陪她说话。刘姥姥便说村里的故事，贾母甚是爱听。现成故事说完，刘姥姥又编些故事，说到一个十七岁女孩儿雪中抽柴的故事，因贾府马棚着火而被打断，宝玉却信以为真，寻根究底。刘姥姥信口胡诌了地点，次日宝玉派茗烟寻址未果。
第四十回   史太君两宴大观园 金鸳鸯三宣牙牌令
次日贾母先在大观园秋爽斋设宴，又在缀锦阁设宴，招待刘姥姥，还参观了黛玉、探春卧室。黛玉给王夫人献茶，王夫人说:"我们不吃茶, 姑娘不用倒了。"探春素喜阔朗，三间屋子并不曾隔断。刘姥姥看什么都新鲜，闹出不少笑话，鸳鸯更施小计捉弄。众人行酒令，所说词句颇有寓意，黛玉不经意说了几句《西厢记》中的句子，引起宝钗的注意，刘姥姥的令词又引发哄堂大笑。
第四十一回 贾宝玉品茶櫳翠庵 刘姥姥醉卧怡红院

本回目从甲辰本。
刘姥姥被众人哄得大吃大喝，酒醉之后更是手舞足蹈。众人途经栊翠庵，妙玉请宝钗、黛玉到里间喝茶，宝玉也跟去沾光。刘姥姥用了妙玉的一个成窑杯，妙玉准备不再用，宝玉做顺水人情送给了刘姥姥。刘姥姥出恭之后误打误撞到了怡红院，在宝玉的床上睡着。好在被袭人发现并掩饰过去，瞒过了宝玉。
第四十二回 蘅芜君兰言解疑语 潇湘子雅谑补馀香
语，一作癖。
刘姥姥向凤姐告辞回家，应凤姐之请，为凤姐的女儿起名为巧姐。次日晨刘姥姥离开。贾母身体不适。宝钗审问黛玉在行酒令时背出《西厢记》词句之事，以正言相劝，黛玉低头不语。惜春要画大观园，宝钗列了个物品单子，被黛玉拿来取笑。
第四十三回 闲取乐偶攒金庆寿 不了情暂撮土为香
贾母发动凑份子给凤姐过生日，让尤氏主持。尤氏暗中退了一些人的份子，以示笼络。生日会场设在贾府新盖的大花厅，办的十分热闹。宝玉却要茗烟带他到郊外僻静处去祭奠“一位朋友”，最后在水仙庵一井台上撮土为香。宝玉回家，见到玉钏儿独自抹泪，要跟她提起自己去郊外祭奠之事，却被玉钏儿劝去回贾母。贾母得知宝玉外出本十分恼怒，听说宝玉回来也就不提了。（注：一般认为宝玉出去祭奠的正是金钏儿）
第四十四回 变生不测凤姐泼醋 喜出望外平儿理妆
凤姐席间多喝了几杯，带着平儿提前离席回去歇息，却撞破了贾琏与鲍二媳妇的奸情。凤姐偷听得贾琏和鲍二均赞平儿，认为平儿也脱不了干系，遂打平儿出气，大闹一场，贾琏气急，拿剑要杀凤姐，凤姐跑到贾母处求救。贾琏被贾母制止。李纨拉平儿入大观园，宝玉请平儿到怡红院，为平儿理妆。当晚，平儿就在李纨处歇了一夜，凤姐儿只跟着贾母。贾琏晚间归房，冷清清的。次日，在贾母主持下，贾琏向凤姐道歉，迎回平儿。鲍二媳妇上吊自尽，贾琏瞒着凤姐用钱安抚过去。
第四十五回 金兰契互剖金兰语 风雨夕闷制风雨词
众姐妹来找凤姐，邀其入诗社，凤姐知众人要其捐钱，就出了五十两银子。李纨为昨日凤姐打平儿报不平，说凤姐“给平儿拾鞋也不要，你们两个只该换一个过子才是。”入秋自后，黛玉病情加重，宝钗前来看望，黛玉感叹自己一无所有。宝钗告知黛玉咳嗽应多吃燕窝。黄昏后天色忽变，黛玉于风雨夜作《秋窗风雨夕》词，宝玉冒雨前来探望，黛玉以“渔翁”笑他，后又失语笑自己为“渔婆”，后悔不已，宝玉却未察觉。宝玉离开时，黛玉将自己的雨灯送给宝玉。宝钗派婆子冒雨给黛玉送来燕窝。

### 第四十六回至第五十四回
第四十六回 尴尬人难免尴尬事 鸳鸯女誓绝鸳鸯偶
贾赦欲纳鸳鸯为妾，其妻邢夫人请凤姐到家商议。凤姐虽心知此事难成，表面却不表异议。邢夫人不便先向贾母要人，直接去问鸳鸯，鸳鸯低头不语。鸳鸯在园中遇到平儿，被平儿取笑，恰巧袭人路过，鸳鸯发誓不嫁贾赦，怒骂前来说情的嫂子。贾赦闻讯，疑心鸳鸯看上了宝玉，故放出狠话。鸳鸯要剪发做尼姑，被众人拦住，贾母闻讯大怒，认为贾赦有意要把她身边的人支开。
第四十七回 呆霸王调情遭苦打 冷郎君惧祸走他乡
贾母决意留下鸳鸯，让邢夫人转告贾赦，花钱另买小妾，贾赦自此不敢见贾母，买了个小妾放在房中。荣府管家赖大请贾母等去赖大花园看戏。世家子弟柳湘莲也来作陪，并上台串角儿。他与宝玉相识，告知宝玉不久前他去收拾了秦钟的坟。薛蟠误以为柳湘莲是优伶一路人物，与之调情。柳湘莲假意迎合，把薛蟠约到城外痛打一顿。薛姨妈要请王夫人派人寻拿柳湘莲，被宝钗劝阻，对薛蟠诈称柳湘莲已逃走他乡，薛蟠方肯罢休。
第四十八回 滥情人情误思游艺 慕雅女雅集苦吟诗
薛蟠伤虽痊愈，仍是愧见亲友，找了个机会外出做生意，薛姨妈本不同意，被宝钗说服。贾赦看中了石呆子收藏的古扇，贾琏前去谈价不成。贾雨村诬以罪名，将石呆子家产罚没，贾琏不以为然，反被贾赦重打。宝钗见薛蟠外出游艺，便让香菱也到园中住，香菱向黛玉学作诗，以月为题，苦吟多首之后终得佳作。
第四十九回 琉璃世界白雪红梅 脂粉香娃割腥啖膻
邢夫人之兄嫂带着女儿邢岫烟从苏州进京，路遇李纨之寡婶带着两个女儿李纹、李绮，又遇宝钗之堂兄薛蝌和堂妹宝琴一起进京，住进大观园。薛蝌住薛蟠书房，宝琴跟贾母住，李纹、李绮跟李纨住，岫烟跟迎春住。保龄侯史鼐迁委外省大员，带家眷去上任。贾母因舍不得湘云，接到家中，与宝钗一处住，园中热闹许多。宝玉发现黛玉和宝钗关系转好，向黛玉问个究竟，黛玉告诉他宝钗送她燕窝，以及今年眼泪似乎少了。下雪，李紈、迎春、探春、惜春、寶釵、黛玉、湘雲、李紋、李綺、寶琴、邢岫煙，再添上鳳姐兒和寶玉，一共十二女子和宝玉准备起诗社，恰好有新鲜鹿肉，湘云、宝玉等人在芦雪庵用火烤了吃，黛玉取笑，湘云说这样才能锦心绣口。平儿的一只镯子不见了。
第五十回   芦雪庵争联即景诗 暖香坞创制春灯谜
众人以二萧为韵，以雪为题，争连五言排律，以湘云最多，都说是鹿肉的功劳。宝琴等人作红梅花诗，宝玉惊叹宝琴才思敏捷。贾母也来凑热闹，后一起前往暖香坞休息。贾母打听宝琴年庚八字，似乎要给她做媒。凤姐告诉贾母宝琴已经许过人家。次日，众人猜灯谜为乐。
第五十一回 薛小妹新编怀古诗 胡庸医乱用虎狼药
宝琴作了十首怀古诗，也是谜语，其中用了戏曲中的典故，宝钗不喜，要宝琴另作，黛玉赶忙劝住。袭人因母亲病重回家，宝玉睡梦中仍叫袭人。麝月去看月色，晴雯跟去想吓唬她，却着了凉。老嬷嬷请来胡大夫为晴雯开方，宝玉看过药方，发现是虎狼之药，女孩子受不了，于是另派茗烟请王大夫开药。
第五十二回 俏平儿情掩虾须镯 勇晴雯病补雀金裘
宝玉去潇湘馆看黛玉，恰巧宝钗、宝琴、岫烟、湘云也在，宝玉夸她们好一幅‘冬闺集艳图’，又跟黛玉提起燕窝之事，被赵姨娘到来打断。宝玉房里的小丫头坠儿偷了平儿的虾须镯，平儿看在宝玉的面子上要掩饰过去，不料被宝玉听见，告诉了晴雯。晴雯在生病，其上心头，用一丈青扎坠儿的手，然后将她撵走。晴雯病情本略有好转，却又勉力帮宝玉补了老太太赏的雀金裘，于是病反而加重。
第五十三回 宁国府除夕祭宗祠 荣国府元宵开夜宴
宝玉见晴雯病情反复，十分内疚，天一亮就差人请大夫。贾雨村补授了大司马，协理军机参赞朝政。临近年关，黑山村乌进孝向宁府送年货，贾芹也去领东西，被贾珍数落。时逢除夕，荣宁二府到宁国府祭宗祠。元宵当晚，贾母在荣国府大花厅设宴。
第五十四回 史太君破陈腐旧套 王熙凤效戏彩斑衣
唱完了戏，贾母叫两个女先生来说书，刚开了头，贾母就猜知下文，还把故事中常见的陈腐旧套批驳一番。凤姐模仿说书的口吻对此事作结，众人笑倒。四更天，贾母和凤姐各自说了个笑话后散席。

### 第五十五回至第六十一回
第五十五回 辱亲女愚妾争闲气 欺幼主刁奴蓄险心
宫中太妃病。凤姐操劳过度导致小月。李纨、探春、宝钗代为主持内务，更为严谨。赵姨娘的兄弟死了，探春给的抚恤比袭人母亲过世时少，赵姨娘便来哭闹，探春与之论理，不理其无理要求。赵姨娘便暗地里唆使刁奴不与探春为便，平儿与凤姐谈起，为探春打抱不平。
第五十六回 敏探春兴利除宿弊 识宝钗小惠全大体
（据脂批，当以识字为正。识一作时。俄藏本作“贾探春兴利除宿弊，薛宝钗小惠全大体）
宝钗用诸子言论来理家，探春却不然。宝钗言小事用学问一提便高出一层，不拿学问提着，便流入市俗。探春兴利除弊要平儿请示凤姐后方行。 甄家进京祝贺，派人送礼请安。甄家四个婆子给老太太讲说他家宝玉之事。贾宝玉梦中梦见甄宝玉，竟和他长得一个模样，醒后方知道是镜中影儿。
第五十七回 慧紫鹃情辞试忙玉 慈姨妈爱语慰痴颦
宝玉去看黛玉，紫鹃问宝玉燕窝之事，宝玉说是他跟贾母打招呼给黛玉每日送燕窝。紫鹃说明年家去哪有闲钱吃这个，然后告诉宝玉明年黛玉要回苏州老家，其实不过是个试探她的玩笑话，没想到宝玉当了真，回怡红院后一直发呆，李嬷嬷说宝玉“不中用了”。 袭人来寻紫鹃，说明情景，黛玉声大咳，让紫鹃去解释。宝玉见紫鹃后方见好转。薛姨妈请凤姐说与贾母，把邢岫烟许配给薛蝌。宝钗去瞧黛玉，其母已先到。薛氏讲月下老人管姻缘。宝钗戏言要黛玉嫁薛蟠。薛姨妈要把黛玉说给宝玉。史湘云发现一张当票，却不认识。薛宝钗得知是邢岫烟的当票，连忙收好。
第五十八回 杏子阴假凤泣虚凰 茜纱窗真情揆痴理
宫中“老”太妃薨逝，薛姨妈驻潇湘馆照顾大观园，王夫人解散梨香院，将众伶官一一打发，4人离开，8人留下，“賈母便留下文官自使，將正旦芳官指給了寶玉，小旦蕊官送了寶釵，小生藕官指給了黛玉，大花面葵官送了湘雲，小花面荳官送了寶琴，老外艾官指給了探春，尤氏便討了老旦茄官去”。宝玉仰望杏子想到“绿叶成荫子满枝”，又发感叹。宝玉看黛玉，黛玉想起往事，不觉流下泪来。藕官因在园中烧纸和其干妈闹仗，得到宝玉辩护才作罢。据芳官说藕官烧纸是因为死去的药官。芳官干娘何婆子用亲女儿春燕洗脸剩下的水让芳官洗脸，芳官不干，遭到何婆子打骂，被宝玉制止。后来宝玉让芳官帮助吹汤，何婆子闯进屋里夺汤碗吹汤，向宝玉献殷勤，被晴雯赶出。
第五十九回 柳叶渚边嗔莺咤燕 绛芸轩里召将飞符
贾母王夫人离府数日为老太妃送灵。贾府关闭大门，只留西边小角门。每日林之孝之妻进来，带领十来个婆子上夜。湘云犯杏癍癣，宝钗命莺儿去黛玉那里要硝，蕊官随之去看藕官。莺儿用柳条编一篮，送与黛玉。宝玉丫鬟春燕叫莺儿不要折柳条折花，她妈和姨妈分管这里。春燕娘来了，本为芳官之事上气，又恨春燕不遂心，便打春燕。春燕跑到宝玉房里，麝月命小丫头叫平儿来管春燕娘。平儿命撵出去叫林大娘在角门外打四十板，婆子流泪哀求方免。
第六十回   茉莉粉替去蔷薇硝 玫瑰露引来茯苓霜
蕊官托春燕给芳官带去蔷薇硝擦脸。贾环也想要，但是因蔷薇硝已经尽，芳官把茉莉粉给了贾环。赵姨娘借此进园大闹，后被赶来的探春制止。柳家的想叫女儿去宝玉房中当差，托芳官给宝玉说，芳官管宝玉要玫瑰露给柳五儿吃，答应为五儿说情。赵姨娘内侄钱槐欲娶柳五儿，柳家父母同意五儿不愿，父母未敢应允，钱槐气愧，偏与柳家相与。柳家的看望哥嫂，其哥嫂送给柳五儿补品茯苓霜。
第六十一回 投鼠忌器宝玉情赃 判冤决狱平儿情权
（程本作“投鼠忌器宝玉瞒赃 判冤决狱平儿行权”，俄藏本“瞒”字作“认”字）
迎春的丫头莲花儿为迎春大丫头司棋要碗炖鸡蛋，柳家的不给，司棋便领人大闹厨房。柳五儿将茯苓霜分些赠芳官，回来被林之孝家的发现。路过的莲花说在厨房找鸡蛋的时候发现了玫瑰露，并带领众婆子到厨房找出玫瑰露。其实这是芳官将宝玉喝省下的给了柳五儿。王熙凤叫把柳家的打四十板，永不许进二门，把五儿打四十板，交给庄子，或卖或配人。宝玉替彩云瞒赃，平儿向偷太太玫瑰露给环儿的彩云说明情况，凤姐还要追究，处罚柳家的，经过平儿相劝，凤姐方罢。

### 第六十二回至第七十回
第六十二回 憨湘云醉眠芍药裀 呆香菱情解柘榴裙（蒙古王府本“柘”作“石”）

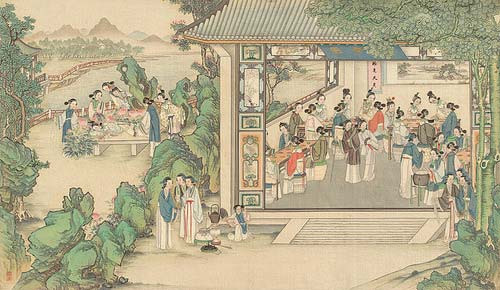
湘云醉眠芍药裀

彩云告诉赵姨娘和贾环，事情宝玉都应了，贾环误会彩云，彩云将礼物沉在水里。宝玉生日已到，原来宝琴也是这日。却不知岫烟、平儿生日也是今天。探春忘记黛玉生日，袭人提醒。众人在红香圃中射覆、行令、划拳。湘云醉倒在青石板上，芍药满身。黛玉为贾府后手不接忧虑，宝玉却说：再后手不接，也少不了他和黛玉两人的。香菱、芳官等斗草，两人玩到地上，香菱裙子弄脏了。宝玉让袭人给她换一件，香菱临走叫宝玉不要把裙子之事说与薛蟠。
第六十三回 寿怡红群芳开夜宴 死金丹独艳理亲丧
宝玉和其丫头们请来了姑娘们，大家宴聚玩耍，抽签饮酒。芳官唱《赏花时》，麝月抽荼蘼花签。时已二更，薛姨妈派人接黛玉。姑娘们走后，宝玉与丫头又玩到四更。次日早晨宝玉发现妙玉下帖祝寿，署名“槛外人”，岫烟告诉宝玉说应署“槛内人”答复。贾敬归天，尤氏理丧，尤老娘母女三人到宁府着家，贾蓉戏二姨。

第六十四回 幽淑女悲题五美吟 浪荡子情遗九龙珮
（庚辰本无第六十四回）
宝玉从宁府回来，至黛玉处，劝黛玉不要作践了身子， 黛玉也无言对泣。黛玉题作“五美吟”。宝钗赞其命意新奇，别开生面。贾母王夫人贾琏送灵归来。贾琏帮忙办理贾敬丧事，每日与二姐三姐相认已熟。贾琏向贾蓉夸尤二姐比凤姐好。贾蓉欲将二姐说给贾琏做二房。贾蓉向尤老娘说二姨给贾琏，二姐未语，三姐先骂。尤氏劝阻，贾珍同意。尤老娘因经济上的依赖关系，也答应了。贾珍包办尤二姐与张华退了婚。
第六十五回 贾二舍偷娶尤二姨 尤三姐思嫁柳二郎
贾琏瞒着凤姐将二姐娶来，并以奶奶呼二姐，将凤姐完全置于脑后。只等凤姐一死，便正式接进去。 尤三姐说她心里也有了可心如意的人想跟去。尤二姐和尤三姐向兴儿打听凤姐的事儿，兴儿说凤姐是“嘴甜心苦，两面三刀；上头一脸笑，脚下使绊子；明是一盆火，暗是一把刀：都占全了。”
第六十六回 情小妹耻情归地府 冷二郎一冷入空门

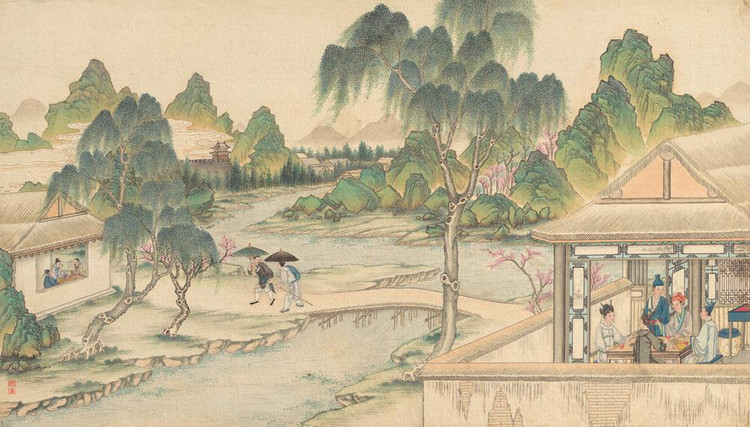
贾琏路遇薛蟠和柳湘莲

尤三姐向二姐、贾琏表示要嫁柳湘莲。贾琏去平安州见节度，路遇结为生死兄弟的薛蟠和柳湘莲，柳湘莲以祖传鸳鸯剑给三姐作为定礼。柳湘莲回到都中，到贾府看望宝玉。宝玉向湘莲赞三姐为“尤物”，湘莲却因此话嫌弃三姐不净，便到尤氏姐妹住的地方索要宝剑。三姐不堪此辱，拔剑自刎。湘莲后悔莫及，随一跏腿道士而去，不知何往。
第六十七回 馈土物颦卿思故里 讯家童凤姐蓄阴谋
（程甲本“思”作“念”。或作“见土仪颦卿思故里 闻秘事凤姐讯家童”）
（庚辰本无第六十七回）
薛姨妈向宝钗说明了三姐自刎，并为湘莲随道士出家而惋惜惋惜。薛蟠从南方带来了土物。宝钗将这些土物分送各人，黛玉见了伤心，感叹无父母兄弟，客寄亲戚家中。
凤姐审问旺儿和兴儿关于尤二姐之事。
第六十八回 苦尤娘赚入大观园 酸凤姐大闹宁国府
凤姐向二姐假意表白自己多少贤慧，要求二姐搬进去住。二姐错认凤姐为知己，一同进了大观园。凤姐花银子叫张华告贾琏，张华往都察院告了旺儿、贾蓉。凤姐拉着贾蓉来撕掳尤氏。尤氏母子答应补上五百两打点之银，求凤姐在老太太跟前周全方便，贾蓉又出主意叫二姐再嫁张华，尤氏又拉凤姐讨主意如何撒谎才好，最后齐夸凤姐宽洪大量，足智多谋，答应事妥后娘儿们过去拜谢。
第六十九回 弄小巧用借剑杀人 觉大限吞生金自逝
凤姐使人挑唆帮张华告状要原妻，张父人财两得，要去贾府领人。凤姐告知贾母，贾母叫把二姐退回，二姐为之分辩，贾母要凤姐料理。凤姐无奈，只好推给贾蓉。贾珍贾蓉父子叫张华不要领人，否则后果自负。张家父子得了约百金，回原籍去了。凤姐后悔让张华握住把柄，派旺儿去暗杀张华。旺儿在外躲了几日回来，哄骗凤姐，说张华因带银子在身，被人闷棍打死，张华父亲也吓死了。贾琏出差回来，贾赦说他中用，赏银百两，并丫头秋桐为妾。一刺未除又添一刺令凤姐很生气。二姐患病，胡君荣用错药致使其坠胎，凤姐在秋桐面前挑唆与二姐的关系，秋桐辱骂二姐。二姐不堪受辱吞金而逝。
第七十回   林黛玉重建桃花社 史湘云偶填柳絮词

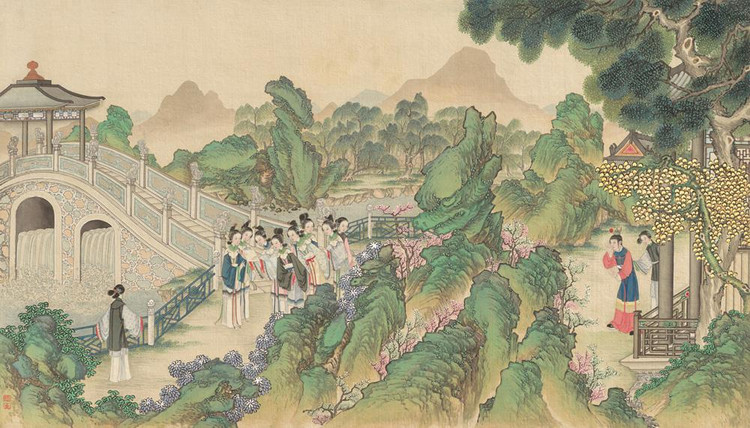
黛玉重建桃花社

宝玉因冷遁了柳湘莲，剑刎了尤三姐，金逝了尤二姐，气病了柳五儿，闲愁胡恨，一重不了又添一重，情色若痴，语言常乱。宝琴故意说黛玉写的“桃花诗”是他作的。宝玉说宝琴虽有此才，宝钗决不会让他作此伤悼之诗。比不得林妹妹几经离丧，作此哀音。众人改海棠社为桃花社，推黛玉为社主。湘云填柳絮词，黛玉邀众填柳絮词。探春写半首，宝玉续了半首。众人看了黛玉的唐多令后认为太作悲了。宝钗说宝琴的过于丧败。宝钗诗中有“任他随聚随分”之句。次日是探春生日，元春打发了两个小太监送了几件顽器。众人放风筝，黛玉欲放走晦气。

### 第七十一回至第七十八回
第七十一回 嫌隙人有心生嫌隙 鸳鸯女无意遇鸳鸯

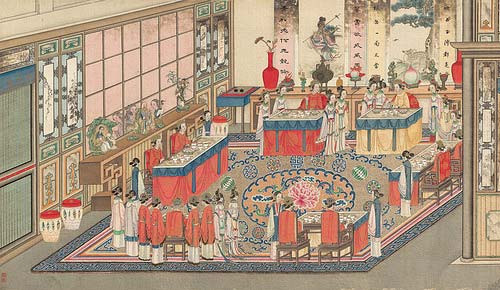
贾母八旬之庆

八月初三日贾母八旬之庆，贾母叫史、薛、琴、林、探五姐妹会见南安太妃和北静王妃。
尤氏肚饿，先到凤姐房中，凤姐不在，未吃饭，平儿给点心未吃，又到园里，见园正门、角门未关，传管家婆子，两个分菜果的婆子听见是东府里奶奶，便不大在心上，不去传。周瑞家的素日因与这向个人不睦，告诉凤姐，传人捆起两个婆子，交看守马圈。 邢夫人当众问凤姐为两个被捆的婆子求情，尤氏说凤姐多事，王夫人命放了婆子，凤姐灰心落泪。鸳鸯于湖山石后遇见司棋与其姑舅弟弟幽会。司棋求其超生，鸳鸯保证不外传。
第七十二回 王熙凤恃强羞说病 来旺妇倚势霸成亲
司棋因姑舅弟弟私弟私逃而病倒，鸳鸯望候司棋，发誓不告外人，司棋感谢不尽。鸳鸯望候凤姐，说凤姐患的是“血山崩”。贾琏请求鸳鸯暂把老太太查不阗的金银家伙偷着运出一箱子，暂押千数两银子支腾过去。因彩霞大了，王夫人放她回家。旺儿媳妇找凤姐，为他儿子求彩霞。林之孝说旺儿的小子吃酒赌钱，无所不至；凤姐已给彩霞母亲说准了把彩霞配给旺儿小子，贾琏不同意。彩霞怕旺儿媳妇倚仗凤姐之势一时作成，去求赵姨娘，赵又去求贾政，要把彩霞许贾环。贾政推说忙什么，说他已瞅准了两个丫头，一给宝玉，一给贾环。
第七十三回 痴丫头误拾绣春囊 懦小姐不问累金凤
宝玉为应付贾政考问连夜复习功课，忽听墙外有响动，晴雯心疼宝玉，心生一计，声称宝玉被异样动静惊吓，到王夫人那里索要安魂丸药，并惊动到贾母。探春告诉贾母近来府内下人松懈，甚至还聚众赌博。贾母兴师问罪，罚为首三人四十大板，其中包括迎春奶妈。邢夫人在园内散心，看见贾母房内丫头傻大姐笑嘻嘻拿着一个春宫绣香囊。邢夫人要过绣香囊，塞在袖内，不形于声色。因奶妈被罚，迎春自觉无趣，宝钗，黛玉，宝琴，探春等前来安慰她。丫鬟绣桔发现一个攒珠累丝金凤不见了，断定是奶妈拿去赌博了。要去王熙凤那里告状，迎春连忙劝阻说“宁可没有了，又何必生事。”
第七十四回 惑奸谗抄检大观园 矢孤介杜绝宁国府
王夫人来找王熙凤，责怪她没有保管好春宫绣香囊，还说幸亏邢夫人先发现，没有交给贾母。王熙凤狡辩说自己不是没有这类东西，但是这一个肯定不是。王善保家的提出不如趁此机会清查大观园仆人，找茬儿将多余人员打发走，节省开支。王夫人同意，王熙凤附和。凤姐、平儿、周瑞家的等几个陪房老仆执行清查。王善保家的也参加，趁机整人，将平日傲慢的晴雯当作目标之一。清查到探春处，探春早已房门大开，严阵以待。探春只许清查她自己的箱子，不许动丫头们的箱子，并打了王善保家的一个耳光。清查到惜春处，从丫环入画的箱子中查出贾珍赏给入画哥哥的银子。惜春将入画赶走。清查到迎春处，在丫环司棋的箱子里发现男人的东西和情书，信中提到了绣香囊。司棋是王善保家的外孙女。没有查薛宝钗处。
第七十五回 开夜宴异兆发悲音 赏中秋新词得佳谶
尤氏因辨认入画箱内的金银是否宁府之物来到荣府，因惜春不听尤氏求情赶走入画，十分生气。顺道去看王夫人，听下人说有江南甄家的女人来访，还带着财物。尤氏想起来，甄家犯了罪，现今抄没家私，被调取进京治罪。尤氏改道去看李纨。宝姑娘、云姑娘、探春也来了。宝钗跟大伙告别，要离开大观园回家。探春议论起昨晚清查之事说“咱们倒是一家子亲骨肉呢，一个个不象乌眼鸡，恨不得你吃了我，我吃了你！”尤氏辞别李纨又去看贾母。贾母留住吃饭。米饭不够吃，丫环鸳鸯说都是可着人头做的。王夫人也说这一二年旱涝不定，田上的米都不能按数交的。尤氏回到宁府，发现贾珍居丧聚众射鹄子赌博。邢夫人的弟弟抱怨邢夫人克扣用度钱。次日八月十四，因为宁府守孝不过十五，提前一天在府内摆宴，夜半家族祠堂发生奇怪的声音。第二天八月十五，贾母在凸碧山庄设宴，席间击鼓传花。宝玉作诗，贾政满意，赏扇子。
第七十六回 凸碧堂品笛感凄清 凹晶馆联诗悲寂寞（俄藏本“凄清”作“凄凉”）

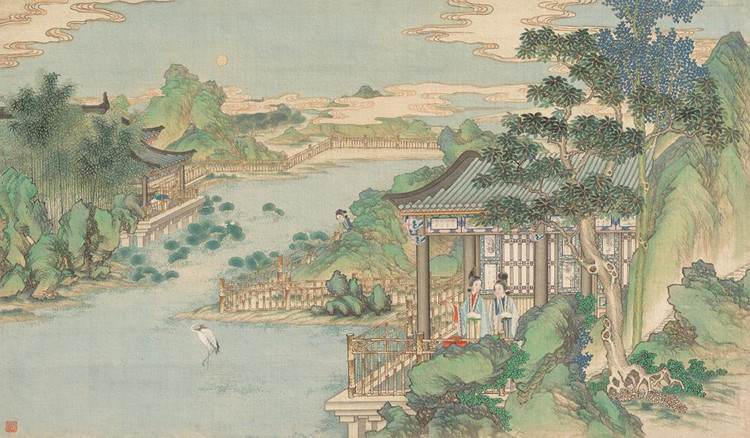
凸碧堂品笛感凄清 凹晶馆联诗悲寂寞

凸碧堂赏月，男人们散去，贾母集合女眷继续饮酒听笛，宝钗姊妹不在，王熙凤李纨因病不在，不比往年热闹。贾母叹息可见天下事总难十全。贾赦退席时崴脚，邢夫人也退席去照看。席上越发冷清，小辈人中只有探春还在。贾母退席。宝玉近因晴雯病势甚重，诸务无心，王夫人再四遣他去睡，他也便去了。黛玉和湘云二人并未去睡觉，黛玉伤感，湘云宽慰她。两人来到凹晶溪馆湖边赏月，做起联诗。妙玉走来，邀请黛玉湘云到栊翠庵喝茶。离开妙玉之后，两人到潇湘馆睡觉，两人失眠。
第七十七回 俏丫鬟抱屈夭风流 美优伶斩情归水月
为凤姐配制调经养荣丸需要人参二两，王夫人可着整个大观园找不到，从贾母那里弄来一些，发现还是过期的，只好令人去买。宝钗安慰王夫人。宝钗走后，王夫人又想起前日清查园子之事，于是令周瑞家的去发落司棋，王夫人自己亲自出马去发落晴雯，同时也把四儿和芳官也发落了。晴雯病重不起，硬被拖了出去。芳官跟了水月庵的智通，蕊官藕官二人跟了地藏庵的圆心，各自出家。宝玉不敢多言，内心为晴雯等人遭到不公待遇而难过。袭人似乎有告状的嫌疑。宝玉偷偷外出去晴雯表哥多浑虫家看晴雯，晴雯剪下指甲脱下小袄留给宝玉作纪念，当晚病死，并托梦给宝玉。
第七十八回 老学士闲征姽婳词 痴公子杜撰芙蓉诔
王夫人去看贾母，说因为晴雯生病，给送回家了。见到宝钗，问起为何今日不在园子里，宝钗说哥哥外出，母亲孤单，回家陪伴母亲。一早宝玉打听晴雯的消息。听到晴雯的死讯，宝玉外出去告别遗体，但是晴雯已被抬出去烧了。之后宝玉又陪父亲见客，与贾环、贾兰，应林四娘之题写诗，完后就匆匆赶回。晚上宝玉独自凄凉，见池上芙蓉，想起小丫鬟说晴雯作了芙蓉之神，想起未能告别晴雯，何不在芙蓉前一祭，做《芙蓉女儿诔》。

### 第七十九回至第八十回
第七十九回 薛文龙悔娶河东狮 贾迎春误嫁中山狼
黛玉在宝玉身后听到了祭文，挑剔说‘红绡帐里’未免熟滥些。宝玉与她讨论，后改为“茜纱窗下，我本无缘，黄土垄中，卿何薄命。”贾赦邢夫人草率将迎春嫁给孙绍祖，贾政劝阻过两次贾赦不听。迎春出嫁，还带去四个丫头。宝玉跌足自叹道：“从今后这世上又少了五个清洁人了。”薛蟠也娶亲了，女家是桂花夏家。夏金桂过门后，飞扬跋扈，闹得薛家鸡犬不宁。
第八十回   懦弱迎春肠回九曲 姣怯香菱病入膏肓（一作“美香菱屈受贪夫棒 王道士胡诌妒妇方”）
夏金桂给香菱改名秋菱。薛蟠时常挑逗金桂的丫头宝蟾。金桂故意出去，让个空儿与他二人。又让香菱去撞破薛蟠宝蟾奸情，惹恼薛蟠。香菱被薛蟠打，又被派去伺候金桂。金桂装病，发现巫蛊小人，暗指香菱所为。薛蟠又暴打香菱。薛宝钗见此遂将香菱安排与自己同住，免其受夏金桂折磨。然香菱却已染不治之症。迎春回家，哭诉在孙家受到虐待，在家住了几日，被孙家来人接走了。

## 后四十回

### 第八十一回至第九十回
第八十一回 占旺相四美钓游鱼 奉严词两番入家塾
迎春嫁给孙绍祖后受了百般的折磨，宝玉听闻，为迎春的遭遇而哭泣叹息。之后，他与李纹、探春、李绮、邢岫烟在蓼溆钓鱼，借渔获多少来占卜今年众人的运气好坏。贾母与贾宝玉，凤姐说起几年前二人害“邪病”的事，原来是干妈马道婆做法诅咒的（见第二十五回），如今事情败露，这老婆子已经被逮捕收监，问了死罪。贾政又严厉喝问贾宝玉的功课，送宝玉再进私塾，请贾代儒好生管教。
第八十二回 老学究讲义警顽心 病潇湘痴魂惊恶梦
宝玉下学回来，向黛玉发了一通牢骚，讨厌虚伪的八股文章，晚上又发烧生了病。第二天，贾代儒又用四书上的句子警示宝玉，让他用功学习。黛玉因听了一位老婆子的话，心里多想，梦见贾雨村代表林家来接她回南方去嫁人做续弦，自己不从，极力抗拒。经此梦激发，黛玉旧病复发，又开始咯血，身体愈加虚弱。
第八十三回 省宫闱贾元妃染恙 闹闺阃薛宝钗吞声
黛玉听了园中吵闹，病情更重，众人请王太医为她诊治。宫中的贾元春身体也欠安，贾赦、贾政、贾母、邢夫人、凤姐等人齐去探望。在薛家，夏金桂喝了酒借故搅闹，把薛姨妈和薛宝钗气的无话可说。
第八十四回 试文字宝玉始提亲 探惊风贾环重结怨
贾政与贾母谈论给宝玉娶亲的事情，贾母要求不管贫富，只要性格模样好，凤姐借势撮合宝钗和宝玉。贾政又谈及宝玉的学业，并当面考较他，结果比较满意。薛姨妈来贾母处走动，谈及夏金桂不免闹心，众人劝解一番。巧姐抽风，请了大夫来瞧，用了点药，好了许多。贾环来探病，不料失手打翻了药铞子，凤姐便痛斥贾环。
第八十五回 贾存周报升郎中任 薛文起复惹放流刑
北静王生日，贾府众人前往祝贺，北静王尤其关心宝玉，与他聊了会儿。贾政升任郎中，又值黛玉生日，贾府众人聚在一起设宴庆祝。席间小厮将薛蝌薛姨妈叫走，原来薛蟠又打死了人，衙门来抓人。
第八十六回 受私贿老官翻案牍 寄闲情淑女解琴书
薛蝌与李祥处理薛蟠的案子，耗费大笔银两收买知县，定成误伤，免去了薛蟠的死罪。在贾府，宝玉见黛玉看琴谱，十分好奇，缠着黛玉教琴。
第八十七回 感深秋抚琴悲往事 坐禅寂走火入邪魔
黛玉与探春湘云李绮李纹闲聊，聊到“南边北边”的话，不觉思念故乡，又翻见了宝玉所赠旧物，更加感伤，于是作词抚琴。宝玉在惜春处巧遇妙玉，二人在外听到黛玉琴声，不免评说一番。黛玉弦断，妙玉连忙离开。当晚，妙玉坐禅，走火入魔，次日服药后才缓解。
第八十八回 博庭欢宝玉赞孤儿 正家法贾珍鞭悍仆
众人帮贾母写《心经》，宝玉在贾母和李纨面前称赞贾兰作诗不错。贾珍不满下人在门前吵闹，命人鞭打了涉事者，赶出贾府。贾芸想借贾政在工部之职牟利，请求凤姐，凤姐拒绝。但贾芸又勾搭上了凤姐身边的小红。
第八十九回 人亡物在公子填词 蛇影杯弓颦卿绝粒
宝玉在晴雯之前的屋子里静坐填词，以表思念。宝玉黛玉闲聊作词弄琴之事，黛玉只感觉两人都长大了，不似小时候那般亲近，又偷听丫头们说宝玉已定亲，心里绝望，便开始绝食，一心赴死。
第九十回 失绵衣贫女耐嗷嘈 送果品小郎惊叵测
黛玉病中听到雪雁、侍书说，那日所说宝玉定亲之事是谣言，又说贾母看好宝玉黛玉在一起，黛玉心情舒畅，病也好了起来。邢岫烟与老婆子起冲突，凤姐痛斥老婆子，又差人给岫烟送衣裳，岫烟对此感激不尽。夏金桂差宝蟾给薛蝌送果品，薛蝌怕她包藏祸心，心中不安。

### 第九十一回至第一百回
第九十一回 纵淫心宝蟾工设计 布疑阵宝玉妄谈禅
夏金桂和宝蟾见薛蟠回来无望，便对薛蝌起了淫心。薛蟠之事闹到了道里，知县无法决定，薛蝌只得再次起身，前去周旋，宝钗急得生病了，薛姨妈向贾府求助。贾政王夫人商议，明年过了老太太的生日，就让宝玉宝钗成婚。宝玉黛玉谈禅，从宝钗生病聊到世事无常。
第九十二回 评女传巧姐慕贤良 玩母珠贾政参聚散
十一月初一日消寒会，贾府众人齐聚，宝玉和巧姐先到了，宝玉在贾母要求下向巧姐评说“女传”，巧姐羡慕故事中的贤良之人。司棋被赶回家，之前相好的表兄潘又安又回来了，发生误会，两人最终都殉情自杀。贾政与詹光下棋时，冯紫英来见，想卖些奇珍异宝给贾府，贾府财务亏空，没有买。
第九十三回 甄家仆投靠贾家门 水月庵掀翻风月案
宝玉跟随贾赦前往南安王府应酬，偶遇蒋玉函。甄家旧仆包勇携带甄老爷荐书来投靠贾府，贾政留下了他。有人匿名举报贾芹和水月庵沙弥道士有染，贾政震怒，要办贾芹，因衙门公事耽误了，贾琏趁机让赖大帮贾芹应付过去。
第九十四回 宴海棠贾母赏花妖 失宝玉通灵知奇祸
贾政忙于公务，由贾琏处置贾芹之事，贾琏请示了王夫人之后，从轻处理。怡红院那颗将枯的海棠起死回生，贾母众人来赏花，又命设宴作诗，有人认为这是喜兆，有人认为事出反常，是凶兆。次日，袭人等发觉宝玉的玉丢了，大观园里翻检到底，还是没有找到。
第九十五回 因讹成实元妃薨逝 以假混真宝玉疯颠
众人使出浑身解数找玉，一无所获，宝玉仍然傻笑不止。舅太爷王子腾升了内阁大学士，奉旨来京。元春病危。贾母王夫人进宫探望，见元妃痰塞口涎，不久，元妃薨，存年四十三岁。贾母巨额悬赏找玉，不久有人称手中有此玉，前来贾府领赏，但不是真品。薛姨妈向宝钗提起和宝玉的婚事，宝钗只道听命于母亲和哥哥。
第九十六回 瞒消息凤姐设奇谋 泄机关颦儿迷本性
王子腾在进京路上去世，王夫人王熙凤伤心不已，贾琏前去帮忙办理丧事。贾政即将外派，贾母和王夫人为给宝玉冲冲喜，做主让宝玉宝钗成亲，又得知了宝玉黛玉有情，凤姐提出“调包计”。黛玉听傻大姐说了宝玉宝钗之事，伤心得心智失常，到贾母处见了宝玉，两人都望着对方痴笑，下人们忙搀着黛玉离开，她回潇湘馆就吐血了。
第九十七回 林黛玉焚稿断痴情 薛宝钗出闺成大礼
黛玉心病难治，一日日愈加严重。她以为宝玉无情，便烧了两人的信物和诗稿。贾母王夫人凤姐和薛姨妈商定了宝玉宝钗的婚事，全府上下瞒着宝玉黛玉两人。宝玉以为自己要和黛玉成亲，疯病有所好转，成亲这日，见新娘竟是宝钗，疯病再次发作。二人成亲后，贾政也离家赴任。
第九十八回 苦绛珠魂归离恨天 病神瑛泪洒相思地
宝玉成亲之日，黛玉香消玉殒，但宝玉疯病未好，全府都不敢让他知道。这日，宝钗将黛玉去世之事告诉宝玉，宝玉哭得死去活来，恍然误入阴司泉路，经阴司提醒，醒来便想通了，又去黛玉灵柩前大哭。宝玉与宝钗相处日久，见她举止温柔，也就将爱慕黛玉的心肠渐渐移到宝钗身上。

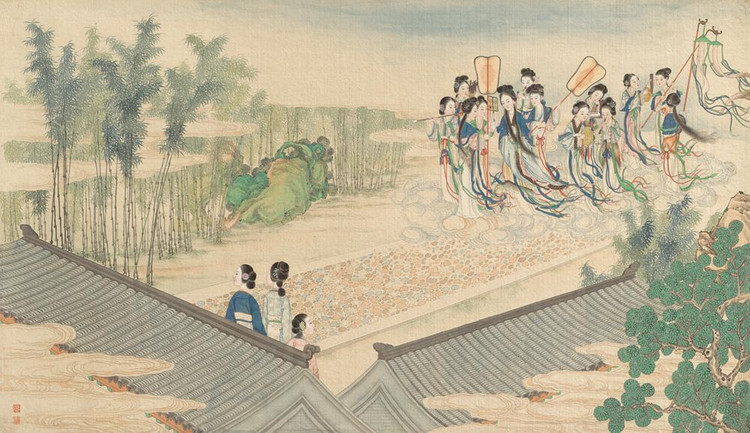
苦绛珠魂归离恨天

第九十九回 守官箴恶奴同破例 阅邸报老舅自担惊
宝玉和宝钗袭人相处日久，病渐渐好了，却也失去了几分灵性。因为大观园里的姐妹们逐渐散开，宝玉有些伤感。贾政到任外省，由于贾政为人古板，为官清廉，手下人赚不到钱，怨言四起。管门李十儿进谗言，让贾政放松管理，他们好赚钱，贾政被说得心无主见，不能强力管束恶奴，幕僚们见状，纷纷离去。一日，贾政收到镇海总制来信，希望和贾府联姻，贾政便想将探春嫁出去。又一日，偶然看见有人上书说薛蟠命案造假，担心此事牵连自己，心惊胆战却又无可奈何。
第一零零回 破好事香菱结深恨 悲远嫁宝玉感离情
因薛蟠之事，县太爷被革职，薛家生意败落，薛蟠再次被判了死罪。夏金桂在宝蟾怂恿下想勾搭薛蝌，不料被香菱撞破，夏金桂便恨香菱入骨。贾政经节度使说合，欲将探春嫁给镇海总制，消息传回贾府，宝玉得知，感伤离情。

### 第一百零一回至第一百一十回
第一零一回 大观园月夜感幽魂 散花寺神签惊异兆
凤姐月夜去看望探春，路上独行时，恍然见到了秦可卿的鬼魂，受了惊吓，后听从散花寺姑子大了的建议，去求了一签。贾琏帮凤姐家亲戚王子胜和王仁处理事务，想见总理内庭都检点太监裘世安，遇到困难，回来与凤姐产生矛盾，大吵一架。
第一零二回 宁国府骨肉病灾襟 大观园符水驱妖孽
宁国府尤氏、贾珍、贾蓉等人先后病倒。大观园内怪事频发，有传言道大观园内有鬼神作怪。贾赦请法师来“做法”。贾政被节度使弹劾“失察属员”，上谕降他三级，命他即日回京。
第一零三回 施毒计金桂自焚身 昧真禅雨村空遇旧
夏金桂死。夏金桂本想毒杀香菱，谁料阴差阳错，误杀了自己，夏家人来闹事。贾雨村任京兆府尹兼管税务，出差时偶遇甄士隐，甄士隐用禅机启发他。
第一零四回 醉金刚小鳅生大浪 痴公子余痛触前情
醉金刚倪二因酒后冲撞贾雨村的车驾而被捕，其妻女求贾芸帮忙说情，贾芸因地位底下未能帮上忙，倪二却嫌他不够义气，扬言揭发贾府的丑闻。贾政回京，回了皇上，见了家人。宝玉思念黛玉，便请紫娟来问黛玉的死状，想给她写祭文。
第一零五回 锦衣军查抄宁国府 骢马使弹劾平安州
因贾赦“交通外官，依势凌弱”，革职拿问，贾府被抄，发现违禁物品和高利贷票据。平西王和北静王出现在抄查现场，对贾府手下留情。凤姐当场昏迷。薛蝌又听说御史参奏平安州和贾赦勾结犯法之事，众人慌乱不已。
第一零六回 王熙凤致祸抱羞惭 贾太君祷天消祸患
北静王长史来报，所封家产，惟将贾赦的入官，余俱给还。贾琏著革去职衔，免罪释放。凤姐因私放高利贷被查，连累贾府，心生愧疚；贾母心疼凤姐卧病在床，从自己的私房钱里分了些给她；孙绍祖也要贾府还钱。贾政查账，才发现贾府早已入不敷出，痛心不已；尤氏、邢夫人等都搬到荣府贾政这边住；贾母拜佛，求佛祖保佑子孙平安；史湘云即将出嫁，宝玉心疼女孩子一出嫁就变个模样。
第一零七回 散余资贾母明大义 复世职政老沐天恩
查抄清点已毕，贾赦、贾珍均被革去世职，分别派往台站、海疆效力赎罪；贾蓉无罪释放；贾政无罪。消息传回贾府，尤氏邢夫人各自担心各自的命运。贾母得知贾府已亏空多年，便拿出私房钱，公平地分给各家，子孙们感激不尽。凤姐病重，贾母拖着病体看望她。
第一零八回 强欢笑蘅芜庆生辰 死缠绵潇湘闻鬼哭
湘云出嫁回门，见贾府冷清，提出趁着宝钗生日，大家聚一聚。宝钗生日这天，众人聚在一起吃饭喝酒行令，强行热闹，终不复前。席间，宝玉见到“十二钗”的令，忽想起黛玉，一时悲伤，只能离席，和袭人一起去大观园，又在潇湘馆外听见啼哭声，自觉对不起黛玉，也痛哭不止。
第一零九回 候芳魂五儿承错爱 还孽债迎女返真元
宝玉为得黛玉托梦，连着在外间睡了几日，又夜夜睡前祷告，有一夜，忽思念晴雯，又见五儿和晴雯相似，便拉着五儿的手诉说了一番真情，但始终不得黛玉托梦，宝玉只好搬回里面和宝钗一起住了。贾母生病，众人皆来看望。湘云丈夫得了暴病；迎春被丈夫孙绍祖折磨致死。
第一一零回 史太君寿终归地府 王凤姐力诎失人心
贾母病逝，凤姐主持丧事，然众人都不愿意出钱，处处掣肘，丧事办得不成体统，众人也怨声一片，凤姐又累又气，吐血昏厥。

### 第一百一十一回至第一百二十回
第一一一回 鸳鸯女殉主登太虚 狗彘奴欺天招伙盗
鸳鸯想到贾母一死，自己受不了众人掇弄，便自缢殉葬，死后魂魄随秦可卿回太虚幻境去了。贾母出殡，唯留凤姐惜春看家，贾府下人何三（周瑞干儿子）等人趁机勾结贼人，夜里潜入贾府，将贾母遗留的财物洗劫一空。
第一一二回 活冤孽妙尼遭大劫 死雠仇赵妾赴冥曹
贾芸前往铁槛寺，向贾政报告家中失窃之事，贾琏连忙回府，列了单子交给官府。夜里，强盗将栊翠庵妙玉迷晕劫走。第二日，赵姨娘突然中邪，疑似诅咒宝玉和凤姐的事遭了报应。
第一一三回 忏宿冤凤姐托村妪 释旧憾情婢感痴郎
赵姨娘暴病而亡，凤姐也大限将至。刘姥姥来贾府看望，凤姐把巧姐托付给她。宝玉听闻妙玉被劫，又想到大观园姐妹已散，不免伤感，便去找紫娟，紫娟不太理他，宝玉只好回屋。
第一一四回 王熙凤历幻返金陵 甄应嘉蒙恩还玉阙
王熙凤病逝，临死时一心想回金陵。甄应嘉起复，前往海疆征剿贼寇，临行拜别贾政，偶见宝玉，惊叹他的儿子甄宝玉和贾宝玉甚是相似。
第一一五回 惑偏私惜春矢素志 证同类宝玉失相知
惜春一心想要出家为尼，众人苦劝无用。甄宝玉前来拜访，与贾宝玉会面闲谈，言语之间，皆是世俗功名，贾宝玉厌他是“禄蠹”。宝玉见过他后，痴病再犯，四处寻医无效。关键时刻，癞头和尚带着“通灵宝玉”来访，救了他一命，谁料宝玉听了麝月无意之语，复又昏厥。
第一一六回 得通灵幻境悟仙缘 送慈柩故乡全孝道
宝玉昏厥之中，跟随癞头和尚，误入仙境游历一番，醒来之后，不爱功名，亦不喜儿女情缘，大有出家之势。贾政外借银两，趁着丁忧，带着贾蓉，送贾母、秦可卿、凤姐、黛玉、鸳鸯的灵柩回南。
第一一七回 阻超凡佳人双护玉 欣聚党恶子独承家
癞头和尚来贾府要银子，宝玉想把玉还给他，袭人紫娟奋力阻止。贾赦病危，贾琏安排好府中事务之后赶去看望。见贾蔷、贾芸、邢大舅、王仁、贾环等人在外书房聚赌玩乐。
第一一八回 记微嫌舅兄欺弱女 惊谜语妻妾谏痴人
惜春苦苦哀求，长辈们终于同意她出家之事，紫娟终身伏侍她。贾芸贾蔷贾环王仁邢大舅等暗谋要将巧姐卖给外藩做偏房，以此牟利，邢夫人耳根子软，竟也同意了，王夫人只能干着急。贾政写回家书，说探春即将归京，也让宝玉贾兰加紧功课。经宝钗说服，宝玉开始积极于功名。
第一一九回 中乡魁宝玉却尘缘 沐皇恩贾家延世泽
宝玉贾兰参加科考，宝玉、贾兰、甄宝玉都考上了功名。皇上大赦天下，贾赦、贾珍、薛蟠等都得以释放。平儿巧姐为躲避贾环等人的阴谋，跟随刘老老来到乡间庄上暂避风头，并差人给贾琏送信。庄上富户周家的公子爱慕巧姐。贾琏得信迅速赶回贾府，接回巧姐平儿，斥责贾芸等人心术不正，后又将平儿扶正。
第一二零回 甄士隐详说太虚情 贾雨村归结红楼梦
贾政去金陵安葬贾母，回京途中遇宝玉，见他与僧道出走。贾政追不上，只见白茫茫一片真干净。薛姨妈安慰宝钗。袭人嫁蒋玉菡。甄士隐提到香菱难产而亡。

## 《红楼梦》成书过程
《红楼梦》第一回交代了该书的成书过程：“因毫不干涉时世，【甲戌侧批：要紧句。】方从头至尾抄录回来，问世传奇。从此空空道人因空见色，由色生情，传情入色，自色悟空，遂易名为情僧，改《石头记》为《情僧录》。至吴玉峰题曰《红楼梦》。东鲁孔梅溪则题曰《风月宝鉴》。【甲戌眉批：雪芹旧有《风月宝鉴》之书，乃其弟棠村序也。今棠村已逝，余睹新怀旧，故仍因之。】后因曹雪芹于悼红轩中披阅十载，增删五次，纂成目录，分出章回，则题曰《金陵十二钗》。【甲戌眉批：若云雪芹披阅增删，然后开卷至此，这一篇楔子又系谁撰？足见作者之笔狡猾之甚。后文如此者不少。这正是作者用画家烟云模糊处，观者万不可被作者瞒蔽了去，方是巨眼。】”